# Canonsburg
Canonsburg ist eine Gemeinde im Washington County im Westen des US-Bundesstaates Pennsylvania. Das U.S. Census Bureau hat bei der Volkszählung 2020 eine Einwohnerzahl von 9.744 ermittelt. 
Die Gemeinde hat eine Fläche von 6,0 km² und die geografischen Koordinaten sind: 40°15'43" Nord, 80°11'6" West. Der ZIP Code (Postleitzahl) der Gemeinde ist 15317 und die Telefonvorwahl wie im gesamten Washington County 724. Canonsburg liegt etwa 30 km südwestlich von Pittsburgh und etwa 10 km nordöstlich von Washington (Pennsylvania). 

## Geschichte und Kultur
Die Borough of Canonsburg wurde am 22. Februar 1802 gegründet und nach John Canon, dem eine Mahlmühle und eine Schneidemühle im Gebiet der Gemeinde gehörte, benannt. Popsänger Perry Como wurde am 18. Mai 1912 in Canonsburg geboren und seit 1999 steht eine Statue von ihm vor der Canonsburg Library. Ein anderer Popsänger, Bobby Vinton, wurde am 16. April 1935 ebenfalls in Canonsburg geboren. Neben dem jährlichen Oktoberfest, das 45.000 Teilnehmer anlockt und drei Tage dauert, ist Canonsburg hauptsächlich für seine Independence-Day-Parade bekannt, die zu den drei größten Pennsylvanias zählt. Außerdem ist dort der Hauptsitz der Firma ANSYS.

## Verkehr
Die Interstate 79, die durch die Gemeinde führt, verbindet Canonsburg mit Pittsburgh und Washington/Pennsylvania. Eine Buslinie fährt mehrmals täglich von Washington über Canonsburg nach Pittsburgh bzw. zur Park & Ride Station der Pittsburgher Stadtbahn 42S in South Hills Village. Auf der Eisenbahnverbindung von Washington nach Pittsburgh verkehren keine Personenzüge mehr, die Gleise werden aber noch für gelegentlichen Güterverkehr genutzt.

## Bevölkerungsentwicklung
Die Einwohner Canonsburgs sind italienischer (23,1 %), deutscher (18,0 %), polnischer (12,8 %), irischer (11,7 %), britischer (9,6 %) und schottisch-irischer (5,7 %) Abstammung.
- 1970 – 11.268
- 1980 – 10.459
- 1990 –  9.200
- 2000 –  8.607
- 2010 –  8.992
- 2020 –  9.744

## Persönlichkeiten

### Söhne und Töchter der Stadt
- William W. Wick (1796–1868), Politiker
- David Ritchie (1812–1867), Politiker
- George Wythe McCook (1821–1877), Jurist, Offizier und Politiker
- James I. Dungan (1844–1931), Politiker
- Perry Como (1912–2001), Popsänger in der Mitte des 20. Jahrhunderts
- Bobby Vinton (* 1935), US-amerikanischer Musiker polnischer Abstammung
- Marty Schottenheimer (1943–2021), American-Football-Spieler und -Trainer

### Personen, die mit Canonsburg in Verbindung stehen
- John Ulam (1924–1989), Begründer der Clad Metalls Inc.